# Przedwiośnie (powieść)
Przedwiośnie – powieść polityczna Stefana Żeromskiego wydana w 1924 (datowana 1925) w Warszawie w wydawnictwie Jakuba Mortkowicza.
Utwór podzielony na trzy części („Szklane domy”, „Nawłoć”, „Wiatr od wschodu”), opowiada o życiu Cezarego Baryki – przedstawiciela młodego pokolenia, urodzonego i wychowanego w carskiej Rosji (Baku), który przybywa do „Polski marzeń”, odrodzonej po I wojnie światowej. Przedwiośnie jest powieścią ukazującą konkretne ówczesne opcje polityczne.

## Tytuł
Ma charakter wybitnie metaforyczny. W dosłownym rozumieniu „przedwiośnie” jest okresem pośrednim pomiędzy zimą a wiosną, kiedy mimo niskich temperatur i wciąż zalegającego śniegu pojawiają się pierwsze oznaki powrotu przyrody do życia. Znaczenie przenośne można rozumieć jako czas, w którym kształtowało się państwo polskie po okresie zaborów, a w kraju panował niepodległościowy entuzjazm. Okolicznością nie bez znaczenia jest, że symbolika oraz ideowa wymowa tytułu pośrednio nawiązuje do powieści E. Zoli Germinal, który w oparciu o podobną ideologię, we francuskim kalendarzu rewolucyjnym również oznaczał miesiąc przedwiośnia. 

## Postacie
Poza Cezarym Baryką do ważniejszych bohaterów powieści należą:
- Jadwiga z Dąbrowskich Baryka i Seweryn Baryka – rodzice Cezarego
- Szymon Gajowiec – przyjaciel z lat młodości matki Cezarego; urzędnik państwowy
- Hipolit Wielosławski – przyjaciel Cezarego z okresu wojny polsko-bolszewickiej
- Karolina Szarłatowiczówna – młoda dziewczyna zakochana w Cezarym
- Wanda Okszyńska – osoba darząca Barykę podobnym uczuciem jak Karolina, jednak młodsza od niej i mniej zamożna
- Laura Kościeniecka – arystokratka, kochanka Cezarego
- Antoni Lulek – ideowy bolszewik, zamierzający wciągnąć Cezarego do organizacji komunistycznej

## Treść i problematyka powieści

### Rodowód
Utwór rozpoczyna zwięzły „Rodowód”, stanowiący jak gdyby konspekt powieści. Seweryn Baryka, ojciec Czarka, pochodzący z polskiej szlachty, mimo braków w wykształceniu osiąga wysoki status społeczny carskiego prowincjonalnego urzędnika. Ślub z jego żoną Jadwigą pochodzącą z Siedlec stanowi wynik umowy zawartej przez Seweryna z rodzicami młodej kobiety. Jej skrytym i bezustannym marzeniem jest powrót w rodzinne strony. Cezary jest ich jedynym dzieckiem; rodzice zadbali o jego wykształcenie i zapewnienie mu miłości oraz wszelkich wygód. Głowa rodziny – Seweryn, czuje się patriotą, czerpiąc wszelką wiedzę o Polsce z literatury pięknej; jest też w posiadaniu pamiętnika, zawierającego dowód szlacheckiego pochodzenia rodziny Baryków. Urzędnicza kariera Seweryna zaprowadziła go do Baku, miasta naftowego, gdzie rodzina żyje dostatnio.

### Część I: Szklane domy
Cezary Baryka wraz z rodzicami mieszka w Baku należącym wówczas do Imperium Rosyjskiego. Wybuch I wojny światowej skutkuje powołaniem jego ojca do wojska. Później do Baku dociera rewolucja; w pierwszym okresie Cezary jest nią zafascynowany, jak i manifestacjami, jednakże matka w tym czasie z trudem zdobywa środki do życia, a wkrótce potem zostaje aresztowana i umiera. Następnie Baku na oczach bohatera staje się miejscem masakr na miejscowych Ormianach, dokonanej przez wojsko tureckie i przez miejscowych Azerów. Wśród tych wydarzeń Cezary przypadkiem odnajduje ojca, z którym udaje się w długą i trudną podróż do Polski, ale który umiera w drodze. Sam Cezary dociera do Warszawy, gdzie odnajduje Szymona Gajowca, dawną miłość swej matki. Bohater zdziwiony jest obrazem polskiej biedy i ubóstwa zamiast legendarnych szklanych domów, o których opowiadał mu ojciec przed wyruszeniem w podróż do Polski.
W części tej kształtują się późniejsze poglądy bohatera, który do końca opowieści pozostanie socjalistą.

### Część II: Nawłoć
Baryka podejmuje studia medyczne, jednakże po wybuchu wojny polsko-bolszewickiej decyduje się wstąpić do wojska. W trakcie walk z sowieckimi komunistami ratuje życie Hipolitowi Wielosławskiemu, z którym się zaprzyjaźnia i od którego otrzymuje propozycję wypoczynku w majątku w Nawłoci. Podczas pobytu na wsi bohater korzysta z miejscowych rozrywek, poznaje też trzy młode panie: Karolinę Szarłatowiczównę (która zakochuje się w Baryce, później zaś zostaje otruta), Wandę Okszyńską (żywiącą do bohatera podobne uczucie) oraz Laurę Kościeniecką (z którą pomimo jej zaręczyn Baryka ma romans). Po skandalicznym zajściu z narzeczonym Laury Cezary wyjeżdża do folwarku w Chłodku, a następnie powraca do stolicy.
W części tej autor prezentuje wizję świata polskiej arystokracji oraz związanej z nią wsi folwarcznej. U głównego bohatera tworzy to jaskrawy kontrast dla świata poznanego podczas wojny i w trakcie powojennej tułaczki repatriacyjnej.

### Część III: Wiatr od wschodu
Po powrocie do Warszawy Baryka podejmuje pracę u Szymona Gajowca, przy którym zapoznaje się z jego ideałami i poglądami na przyszłość Polski. W tym samym czasie poznaje też Antoniego Lulka, kolegę ze studiów, wyznającego poglądy komunistyczne. Bohater zostaje zaproszony na spotkanie komunistów, na którym podejmuje z nimi ostrą polemikę – jego argumenty nie spotykają się jednak ze zrozumieniem, a on sam zostaje usunięty z zebrania. Cezary po raz ostatni spotyka się też z Laurą. Wyznali sobie głębokie uczucia, jednak Laura podkreśliła, że jakikolwiek związek między nimi nie jest możliwy, bo będzie wierna mężowi. Po usłyszeniu tej wiadomości, Cezary opuścił spotkanie. W końcowej scenie powieści Cezary uczestniczy w pochodzie robotników: kiedy drogę zastępują im żołnierze, odłączony od wszystkich Baryka samotnie postępuje naprzód („…Baryka wyszedł z szeregów robotników i parł oddzielnie na ten szary mur żołnierzy…”).

### Problematyka
Przedwiośnie prezentuje przemiany, jakim podlega główny bohater. Na początku pierwszej części ukazany jest jako rozpuszczony młody chłopak, nieliczący się z cudzymi potrzebami. Urzeczony nadchodzącą rewolucją, bierze w niej czynny udział. Późniejsze wydarzenia sprawiają, że Baryka stopniowo kształtuje własne poglądy i odkrywa swą tożsamość (także narodową). Symbolizuje to finałowa scena, kiedy idącym w pochodzie robotnikom zastępuje drogę wojskowy kordon – tłum się zatrzymuje, lecz Cezary samotnie kroczy dalej.
Żeromski nakreślił w powieści dwie koncepcje zmian w odrodzonym kraju. Pierwsza z nich to wizja Szymona Gajowca – rozwój oparty na pracy i powolnych, rozważnych reformach. Odmienny pogląd prezentuje w osobie Antoniego Lulka, pragnącego przede wszystkim rewolucji komunistycznej w stylu bolszewickim i szczególnie podkreślającego ciężką sytuację robotników. Koncepcję Gajowca autor przedstawia jako lepszy sposób naprawy kraju. Jednocześnie w powieści pojawia się pogląd, że robotnicy, którzy w wyniku rewolucji zdobędą władzę, nie będą w stanie właściwie pokierować państwem.

[…] Oświadczam krótko, iż nigdy nie byłem zwolennikiem rewolucji, czyli mordowania ludzi przez ludzi z racji rzeczy, dóbr i pieniędzy – we wszystkich swych pismach, a w „Przedwiośniu” najdobitniej potępiałem rzezie i kaźnie bolszewickie.
Nikogo nie wzywałem na drogę komunizmu, lecz za pomocą tego utworu literackiego usiłowałem, o ile to jest możliwe, zabiec drogę komunizmowi, ostrzec, przerazić, odstraszyć.
Chciałem, jak to zaznaczył jeden z czujnych krytyków polskich, a człowiek serca – „uderzyć w sumienie polskie” – wezwać do stworzenia wielkich, wzniosłych, najczyściej polskich, z ducha naszego wyrastających idei, dookoła których skupiłaby się zwartym obozem młodzież, dziś pchająca się do więzień, ażeby w nich gnić i cierpieć za obcy komunizm.
Nie rozumiano mej przypowieści.
Nie uderzyłem w sumienie, lecz tu i tam trafiłem w brzuch, tu i tam w serce poczciwe, niewiedzące, zaślepione.
Nie rozumiano ohydy, okropności, tragedii pochodu na Belweder – sceny, przy której pisaniu serce mi się łamało.
Koroną moich usiłowań stały się pochwalne artykuły w pismach moskiewskich głoszące, iż przyłączyłem się do komunistów, po prostu i bez namysłu, jakbym się oto zapisał do cyklistów albo esperantystów.
Nie, panowie władcy Moskwy i panowie sympatycy władców Moskwy.
Sprawa „nie ma tak dobrze”.
Zawsze, wciąż, dawniej i teraz mówię to samo, iż tutaj w Polsce musimy wypracować, stworzyć, wydźwignąć, wdrożyć w życie idee, które by przewyższały moskiewskie, które by dały naprawdę i w sposób mądry ziemię i dom bezrolnym i bezdomnym, które by wydźwignęły naszą świętą, wywalczoną ojczyznę na wyżynę świata, gdzie jest jej miejsce.
[…]

## Adaptacje filmowe
- W 1928 r. premierę miała adaptacja Przedwiośnia w reżyserii Henryka Szary, w której główną rolę grał Zbigniew Sawan.
- Powieść Żeromskiego przeniósł na ekran (w 2001 r.) Filip Bajon. Premiera odbyła się 2 marca 2001 r., w roli głównej wystąpił Mateusz Damięcki.

## Lektura w ogólnopolskiej akcji „Narodowe czytanie” (2018)
Powieść została wybrana na lekturę w ramach ogólnopolskiej akcji Narodowe czytanie w edycji na rok 2018. Na potrzeby tego wydarzenia na zlecenie prezydenta Andrzeja Dudy przygotowano skróconą edycję tekstu (jest krótsza od właściwej wersji o ponad 1/3). Skrótów dokonał Andrzej Dobosz. Zabieg ten wywołał krytykę ze strony niektórych nauczycieli licealnych.